# Awka
Awka is een stad in Nigeria en is de hoofdplaats van de staat Anambra.
Awka is bestuurlijk opgedeeld in twee Local Government Area's (LGA): Awka North en Awka South. Samen hadden die in 2006 een bevolking van 302.308 en in 2016 een bevolking van naar schatting 400.000. Awka is traditioneel een stad van de Igbo en was bekend om haar metaal- en houtbewerking.
De stad is de zetel van een rooms-katholiek bisdom.

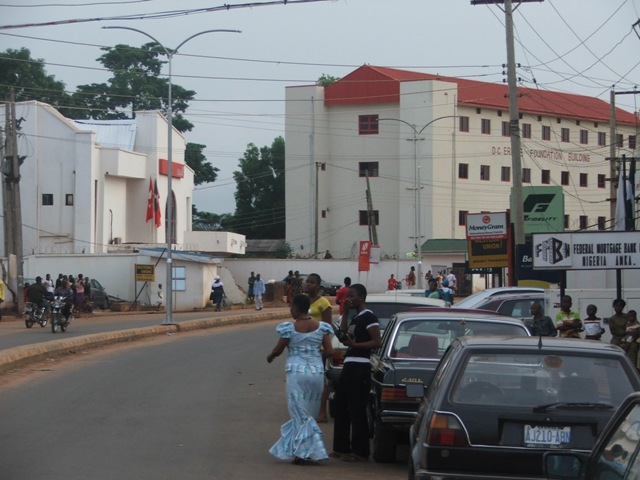
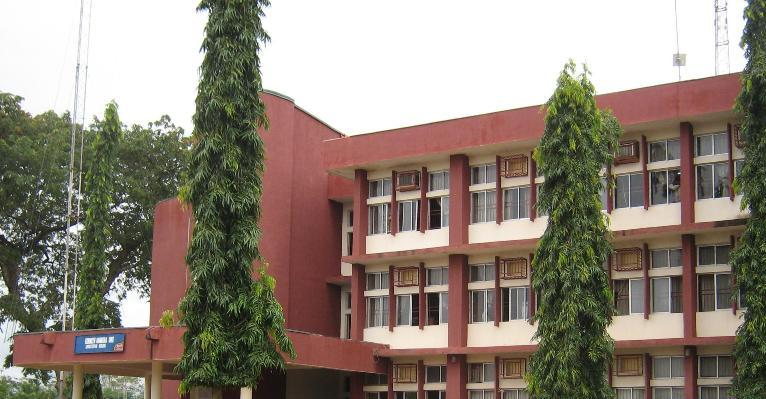
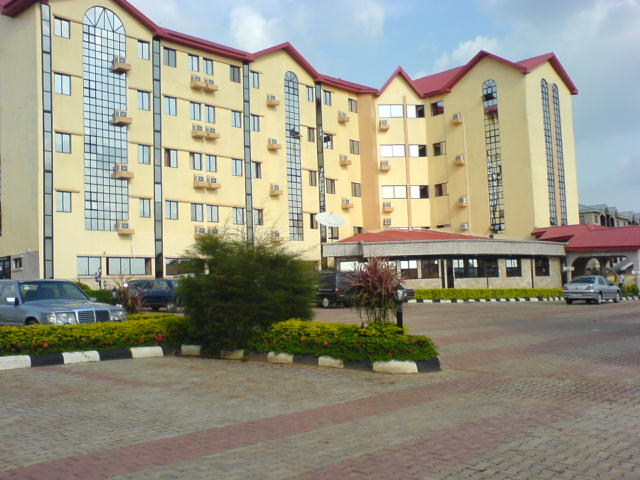
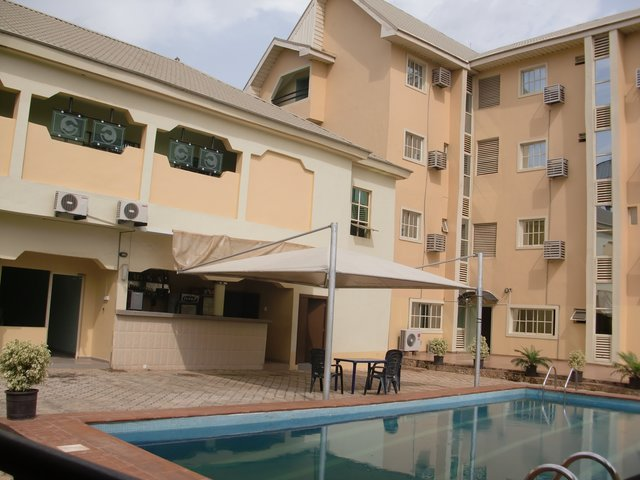